# El Teatro (Madrid)
El Teatro fue una revista publicada en Madrid entre 1900 y 1905.

## Descripción
Editada en Madrid, su primer número apareció en 1900. La publicación, cuyo contenido incluía noticias y reseñas teatrales, con abundante material gráfico, cesó definitivamente en 1905. Sería continuada por la revista El Arte del Teatro (El Arte de El Teatro en sus primeros números).